# Ninja Gaiden (2004)
Ninja Gaiden är ett datorspel till Xbox som utvecklats av Tecmos utvecklingsstudio Team Ninja med producenten Tomonobu Itagaki som projektledare, samme man som skapade Ninja Gaiden-spelen till NES. Då utvecklingen av spelet tog sin början 1999 kallades det "The next generation Ninja Gaiden Project" och var från början tänkt att släppas till Dreamcast. Då denna började gå kräftgång annonserades spelet istället ut till Playstation 2, för att slutligen hamna på Xbox efter en konflikt mellan Team Ninja och Sony. Spelet släpptes slutligen i mars 2004 efter att ha varit under utveckling i närmare fem år.
Förutom originalet har det släppts två stycken nyversioner av spelet innehållande extramaterial, Ninja Gaiden Black (Xbox, 2005) samt Ninja Gaiden Sigma (PS3, 2007).